# Islamischer Staat – Provinz Khorasan

Logo

Der Islamische Staat – Provinz Khorasan (arabisch تنظيم الدولة الإسلامية - ولاية خراسان, DMG ad-daula al-islāmīya - ḫurāsān wilāya), kurz ISPK (auch IS-K, ISK, ISIS-K oder Daesh–Khorasan) ist der afghanische Ableger der Terrororganisation Islamischer Staat (IS).

## Name
Der ISPK versteht sich als „Provinz“ (wilaya) des Islamischen Staats. Der Name bezieht sich auf die historische Provinz Chorasan, die im siebten Jahrhundert von ʿUthmān ibn ʿAffān erobert wurde. Gemäß einer angeblichen Prophezeiung aus den Hadithen soll in Chorasan der Mahdi erscheinen. Neben Afghanistan und Iranisch-Khorasan beansprucht der ISPK auch die iranischen Provinzen Kerman und Sistan und Belutschistan sowie Zentralasien, Pakistan und Indien.

## Gründung und Vorgeschichte
Die Gruppierung wurde im Jahr 2015 gegründet. Bereits zuvor begann der IS in Afghanistans nördlicher Grenzregion mit der Islamischen Bewegung Usbekistans (IBU) zu kooperieren, als deren Führer dem IS Gefolgschaft schworen und versuchte seinen Machtbereich von Afghanistan auf Pakistan und Tadschikistan auszudehnen. Der bergige Atschin-Distrikt der Nangarhar-Provinz an der Grenze zu Pakistan galt bereits 2014 als Kerngebiet des IS in Afghanistan. So lief um das Jahr 2014 ein bedeutender Talibankommandeur (Mullah Abdul Rauf) zum IS über. In der Folge kam es laut Berichten zu Kampfhandlungen zwischen dem IS und den Taliban in der südafghanischen Provinz Helmand.

## Rivalität mit den Taliban
Der IS warf den Taliban vor, in Pakistan mit dem dortigen Militärgeheimdienst Inter-Services Intelligence (ISI) und im Iran mit dem schiitischen iranischen Revolutionsgarden zu kooperieren, was für den IS einen Verrat an eigenen islamistischen Überzeugungen darstellt. Die IS betrachten die Taliban daher als vom Glauben Abgefallene, die zu töten seien. Trotz der starken Rivalität – dem Kampf um die Herrschaft in Afghanistan – zwischen dem ISPK und den al-Qaida nahestehenden Taliban, sind die Grenzen zwischen den Taliban und dem IS durchlässig: Frustrierte Talibanführer aus Afghanistan und Pakistan fanden beim IS eine attraktive Alternative, da sie in dessen Hierarchie schnell aufsteigen konnten. Der IS zahlt zudem vergleichsweise gute Gehälter. Anfangs kam das Geld des ISPK aus der Mutterorganisation IS in Syrien und dem Irak, dann zunehmend von privaten Spendern aus den Anrainerstaaten des Arabischen Golfs.
Nach der erneuten Machtübernahme der Taliban in Afghanistan im Jahr 2021 versuchten sich die Taliban von dem Einfluss des pakistanischen Geheimdienstes ISI zu lösen. Indizien, Zeugen und offiziellen Stellungnahmen der Taliban zufolge finanziert der ISI seit der Machtübernahme der Taliban in Afghanistan dessen Konkurrenten ISPK. Nach ihrer Machtübernahme in Afghanistan haben die Taliban in Haft befindliche IS-Mitglieder außergerichtlich hingerichtet.

## Führung und Anwerbung
Ein Großteil der operativen Befehlshaber des ISPK sollen Tadschiken sein, wobei nicht klar sei, ob sie aus Tadschikistan stammen oder der tadschikischen Bevölkerung in Afghanistan angehören.
Der ISPK wirbt insbesondere tadschikische Gastarbeiter in Russland gezielt mit zahlreichen Botschaften in tadschikischer Sprache an. In Russland halten sich 1,3 Millionen Tadschiken, teils unter sklavenähnlichen Lebens- und Arbeitsbedingungen, als Arbeitsmigranten auf. So werden sie dort teils um ihre Bezahlung betrogen, zu Dutzenden in Quartiere gepfercht und sind mit dem Rassismus vieler Russen konfrontiert. Familien- und Freundschaftsbande rissen unterdessen oft ab. Nach Einschätzung des britischen Politikwissenschaftlers und Tadschikistan-Experten Edward Lemon sind tadschikische ISPK-Mitglieder vor ihrer Anwerbung mitunter nicht unbedingt besonders religiös, sondern durch ihre Erfahrungen in Russland radikalisiert. Diese Einschätzung stützt sich auf Angehörige von tadschikischen ISPK-Mitglieder, die selbiges berichten. Der tadschikische Staatspräsident Emomalij Rahmon, der selbst Muslim ist, implementierte in Tadschikistan zahlreiche repressive Maßnahmen, um dem Islamismus zu begegnen. Rahmon ließ im Zuge des wachsenden Einflusses des ISPK außerdem eine soziale Kampagne starten, um einer Radikalisierung von tadschikischen Gastarbeitern in Russland vorzubeugen.

## Finanzierung
Ab 2015 begann der ISPK, Steuern auf Landwirtschaft, wirtschaftlichen Aktivitäten und Schmuggel zu erheben. Einer Quelle zufolge betrugen die jährlichen Steuereinnahmen Mitte 2015 etwa 25 Millionen US-Dollar, laut einer anderen Quelle beliefen sich die Einnahmen für das erste Halbjahr 2016 auf etwa 33 Millionen US-Dollar. Externe Unterstützung kommt vor allem von reichen Privatpersonen überwiegend aus Saudi-Arabien, aber auch aus den Vereinigten Arabischen Emiraten, Kuwait und Katar. ISPK-Quellen zufolge kommen Spenden auch von den Staaten Saudi-Arabien, Katar und Kuwait. Im Jahr 2015 betrugen die Einnahmen von privaten Spendern 66 Millionen US-Dollar, von staatlichen Unterstützern zwischen 63 und 115 Millionen US-Dollar; im Jahr darauf verdoppelten sich die Spenden von Privatpersonen auf 120 Millionen US-Dollar, während sich die staatlichen Einnahmen auf 40 Millionen US-Dollar reduzierten.

## Aktivität in „Khorasan“

### 2015
Im April 2015 bekannten sich Angehörige des ISPK mehrfach zu einem Anschlag in Dschalalabad, bei dem 30 Menschen ums Leben kamen und mehr als 100 verletzt wurden.

### 2016 bis 2020
Im Jahr 2017 hatte etwa einer von fünf Luftangriffen der USA in Afghanistan IS-Kämpfer zum Ziel, die übrigen die Taliban.
Nach den militärischen Niederlagen des IS im Irak (im Jahr 2017) und Syrien (im Jahr 2019) wurde Afghanistan zu einem Rückzugsgebiet für IS-Kämpfer.
Von 2014 bis 2019 sind nach Angaben der afghanischen Regierung 45.000 Soldaten der afghanischen Nationalarmee im Kampf gegen islamistische Gruppierungen, wie den Taliban und den IS gefallen. Als sich der ISPK im Sommer 2018 in der Provinz Kunar weiter ausbreitete, kooperierten Regionalregierung und die Taliban militärisch in der Region miteinander, bis sie den IS dort im Februar 2020 besiegt hatten. Auch die US-amerikanische Luftwaffe mied dort in jener Zeit Angriffe auf die Taliban.
Siehe auch: Krieg in Afghanistan 2001–2021#Angriffe der Taliban 2017 und Entwicklung bis zum Friedensabkommen im Jahr 2020

### Seit 2021
Im Jahr 2021 ermordete der IS mehr Menschen in Afghanistan als anderswo: Insgesamt gab es 365 durch den ISPK verübte Anschläge in Afghanistan, mit 2210 Todesopfern.
Am 26. August 2021 verübte der ISPK ein Selbstmordattentat am Flughafen Kabul. Dabei starben mindestens 185 Menschen, darunter 13 US-Militärangehörige; mehr als 150 weitere wurden verletzt, darunter 18 US-Militärangehörige. Der Attentäter Abdul Rahman Al-Logari trug etwa 15 Kilogramm Sprengstoff in einer mit Kugellagern gefüllten Tasche oder Weste bei sich. Al-Logari war vier Jahre zuvor in Indien verhaftet, nach Afghanistan überstellt und im Militärgefängnis Bagram inhaftiert worden und gehörte zu den Tausenden von Gefangenen, die von den Taliban am 15. August freigelassen wurden. Im April 2023 gab das Weiße Haus bekannt, dass die Taliban in einer Militäroperation den Anführer der für die Planung des Anschlags verantwortlichen Zelle getötet haben.
Die Bombenanschläge in der iranischen Stadt Kerman Anfang 2024 mit mehr als 90 Toten und mehreren hundert Verletzten sind mutmaßlich von Tadschiken, die dem ISPK zugerechnet werden, vorbereitet und ausgeführt worden.

## ISPK in Europa
Im Februar 2023 erhob die deutsche Bundesanwaltschaft Anklage gegen einen russischen Staatsangehörigen und einen Mann mit deutscher sowie kosovarischer Staatsbürgerschaft wegen des Verdachts auf Unterstützung respektive Mitgliedschaft in einer ausländischen terroristischen Vereinigung, Gewaltdarstellung, Vorbereitung respektive Beihilfe zur Vorbereitung einer schweren staatsgefährdenden Gewalttat, Verstoß gegen das Außenwirtschaftsgesetz. Beide standen in Kontakt mit dem ISPK, erhielten von diesem Anleitung beim Bau von Sprengsätzen, riefen zu Terroranschlägen in Deutschland auf bzw. bereiteten solche vor und übermittelten Geld an den ISPK in Afghanistan.
Im März 2023 bestätigte der deutsche Bundesgerichtshof in der Revision eine Verurteilung von fünf Tadschiken zu mehrjährigen Freiheitsstrafen wegen Mitgliedschaft in einer ausländischen terroristischen Vereinigung, Vorbereitung einer schweren staatsgefährdenden Gewalttat, Verstößen gegen das Waffen- und Außenwirtschaftsgesetz. Die Männer waren zwischen 2011 und 2017 nach Deutschland eingereist, ihre Asylanträge wurden abgelehnt. Sie hatten sich dem ISPK angeschlossen, gemeinsam mit Weiteren eine Terrorzelle gebildet, sich Waffen verschafft und bereits Vorbereitungen für einen dschihadistischen Sprengstoffanschlag in Deutschland getroffen.
Im Juli 2023 ließ die deutsche Bundesanwaltschaft sieben mutmaßliche Mitglieder einer islamistischen terroristischen Vereinigung festnehmen. Die kirgisischen, tadschikischen und turkmenischen Staatsbürger waren kurz nach dem russischen Überfall auf die Ukraine von der Ukraine nach Deutschland eingereist und stehen unter dem Verdacht der Bildung und Mitgliedschaft in einer terroristischen Vereinigung im Inland. Sie standen in Kontakt zum ISPK. Sie hatten demzufolge mögliche Anschlagsziele in Deutschland ausgekundschaftet, versucht Waffen zu beschaffen und Geld an den ISPK übermittelt.
Im Dezember 2023 wurden Anschlagspläne auf den Kölner Dom und den Wiener Stephansdom mit dem ISPK in Verbindung gebracht. Am Heiligabend durchsuchte die Polizei in Wesel eine Wohnung und nahm fünf Personen vorläufig fest. Vier von ihnen wurden am Folgetag wieder auf freien Fuß gesetzt; gegen einen 30-jährigen Tadschiken wurde zur Gefahrenabwehr Langzeitgewahrsam bis zum 7. Januar 2024 verhängt. Der den nordrhein-westfälischen Sicherheitsbehörden nach deren Angaben bis dahin nicht bekannte Mann wird verdächtigt, den Kölner Dom ausgespäht zu haben. Der Dom blieb zunächst für touristische Besuche geschlossen, nur liturgische Aktivitäten wurden fortgesetzt. Am 31. Dezember wurden bei Zugriffen in Duisburg, Herne und Nörvenich drei weitere Verdächtige festgenommen. Der in Wesel festgenommene Tadschike wurde im Februar 2024 wegen des Vorliegens eines von Österreich ausgestellten Europäischen Haftbefehls dorthin ausgeliefert. Er soll den österreichischen Behörden zufolge Wien zweimal besucht haben und dabei den Prater und den Stephansdom für eventuelle Anschläge ausgekundschaftet haben. Auch habe er sich in Wien in einer Flüchtlingsunterkunft mit einem 28-jährigen Tadschiken und dessen 27-jähriger türkischer Ehefrau getroffen; beide befinden sich ebenfalls wegen des Verdachts der Anschlagsplanung in Untersuchungshaft.
Am 19. März 2024 ließ die deutsche Bundesanwaltschaft im Raum Gera zwei afghanische Staatsangehörige festnehmen. Einer der beiden schloss sich im August 2023 von Deutschland aus dem ISPK als Mitglied an. Beide hatten zuvor bereits Gelder gesammelt und an Mitglieder des IS in Nordsyrien übermitteln lassen. Einer der Beschuldigten wurde vom ISPK beauftragt, als Reaktion auf die Koranverbrennungen in Schweden und anderen skandinavischen Ländern einen Anschlag in Europa durchzuführen. Beide trafen in enger Absprache mit ISPK-Funktionären konkrete Vorbereitungen für einen tödlichen Schusswaffenangriff im Bereich des schwedischen Reichstagsgebäudes in Stockholm.
Wenige Stunden nach dem Anschlag am Abend des 22. März 2024 in Krasnogorsk, einer Vorstadt in Moskau, in der Veranstaltungshalle Crocus City Hall, bekannte sich der ISPK über den Telegram-Kanal seiner Nachrichtenagentur Amaq zu der Tat. Mehrere bewaffnete Personen töteten mindestens 137 Personen, über 150 wurden verletzt. Die Angreifer hätten sich „sicher in ihre Stützpunkte zurückgezogen“. Der IS veröffentlichte ein Video des Terroranschlags, welches von einer Bodycam eines der Attentäter aufgenommen wurde. Dass Russland zum Anschlagsziel des ISPK wurde, hat nach einer Einschätzung auch mit einem intensiven diplomatischen Austausch Russlands mit dem Islamischen Emirat Afghanistan der Taliban zu tun. Die französische Regierung rief daraufhin am 24. März 2024 die höchste Terrorwarnstufe aus.
Die deutsche Bundesregierung sieht Stand 2024 eine abstrakte Gefährdung durch den ISPK in Deutschland. Nach Angaben des Verfassungsschutzes sind etwa 50 Anhänger des ISPK in Deutschland untergetaucht, die meisten davon in Nordrhein-Westfalen. Während der Fußball-Europameisterschaft 2024 werden Anschlagsversuche auf Großveranstaltungen befürchtet. Nach Lamya Kaddor (Bündnis 90/Die Grünen) habe der IS seine Anhänger aufgerufen, auch außerhalb von Großveranstaltungen „blutige Massaker auf den Straßen Europas und Amerikas anzurichten.“ Im von NRW-Innenminister Herbert Reul (CDU) vorgestellten Lagebericht Islamismus geht vom ISPK neben radikalisierten Einzeltätern für das Land Nordrhein-Westfalen die größte Bedrohung im Bereich islamistischer Terrorismus aus.
Die Aktivitäten des ISPK in Europa könnten einerseits damit zusammenhängen, dass dieser in Afghanistan selbst durch die Taliban unter Druck geraten ist; andererseits gibt es seit Anfang 2024 Hinweise auf ein neues Interesse Russlands und westlicher Staaten an einer Zusammenarbeit mit den Taliban, um diese Aktivitäten zu unterbinden.